# Shine (Natália Kelly-dal)
A Shine (magyarul: Ragyogás) egy dal, amely Ausztriát képviselte a 2013-as Eurovíziós Dalfesztiválon. A dalt az osztrák Natália Kelly adta elő angol nyelven.
A dal a 2013. február 15-én rendezett osztrák nemzeti döntőben nyerte el az indulás jogát, ahol a nézők szavazatai alakították ki a végeredményt. A dal az első helyen végzett az ötfős mezőnyben, így elnyerte a malmői indulás jogát.
Az Eurovíziós Dalfesztiválon a dalt a május 14-én rendezett első elődöntőben adták elő, a fellépési sorrendben elsőként az észt Birgit Õigemeel Et uus saaks alguse című dala előtt. Az elődöntőben 27 ponttal a 14. helyen végzett, így nem jutott tovább a döntőbe.

## Külső hivatkozások
- Dalszöveg
- A dal előadása az Eurovíziós Dalfesztivál első elődöntőjében